# HAT-P-12 b

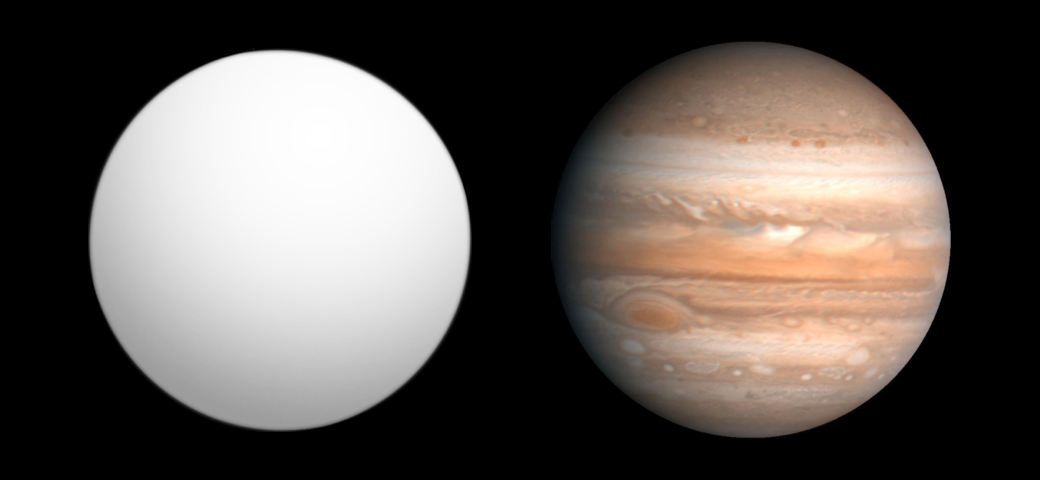

HAT-P-12 b는 지구로부터 사냥개자리 방향으로 약 465 광년 떨어진 곳에 있는 외계 행성으로, 겉보기 등급 13의 분광형 K 항성 HAT-P-12를 돌고 있다. HATNet 계획 중 트랜싯법을 이용, 2009년 4월 29일 발견했다.

## 참고 문헌
- Hartman;  외. (2009). “HAT-P-12b: a low-density sub-saturn mass planet transiting a metal-poor K dwarf” (PDF). 《The Astrophysical Journal》 (영어). 2010년 1월 17일에 원본 문서 (PDF)에서 보존된 문서. 2009년 6월 19일에 확인함.